# Lord Baltimore
Pour les articles homonymes, voir Baltimore (homonymie).
 (juillet 2018).
Si vous disposez d'ouvrages ou d'articles de référence ou si vous connaissez des sites web de qualité traitant du thème abordé ici, merci de compléter l'article en donnant les références utiles à sa vérifiabilité et en les liant à la section « Notes et références ».
Lord Baltimore (Baltimore) est une série de comics mettant en scène le personnage éponyme, créée par Mike Mignola et Christopher Golden.
Elle fait suite à la publication d'un roman illustré (Baltimore, or the Steadfast Tin Soldier and the Vampire) des mêmes auteurs, et est constituée de plusieurs mini-séries. Ces histoires sont publiées d'abord par Dark Horse Comics aux États-Unis et traduites par Delcourt en France.

## Synopsis
Lord Henry Baltimore est un vétéran de la Première Guerre Mondiale. Au cours de ce conflit, il a perdu sa jambe et s'est retrouvé confronté, se réveillant au milieu des cadavres sur le champ de bataille, à des chauve-souris monstrueuses.
L'une de ces créatures, Haigus, que Baltimore blesse à l’œil, lui annonce le début d'une guerre entre leurs deux mondes. Dès lors, les Hommes assistent à l'avènement d'une épidémie de peste qui met fin à la guerre, et au retour des vampires.
Rentré chez lui, Lord Baltimore découvre que sa femme est la seule survivante de sa famille; elle se fait néanmoins rapidement assassiner par Haigus. Baltimore décide alors de vouer sa vie à sa vengeance : à partir de ce jour, il pourchasse le vampire et combat les créatures qui se dressent sur son chemin.

## Parutions

### Version originale
1. Baltimore: The Plague Ships (#1-5, 2010)
2. Baltimore: The Curse Bells (#1-5, 2011)
3. Baltimore: Dr. Leskovar's Remedy (#1-2, 2012). Ce petit coin de la côte dalmate était tranquille, jusqu'à ce mois de mai 1917...
4. Baltimore: The Infernal Train (#1-3, 2013). Tout commence à Budapest en octobre 1917, l'autre capitale de la double monarchie est menacée...
5. Baltimore: Chapel of Bones (#1-2, 2014). Le 30 novembre 1919, le monde est en paix sauf dans un petit coin d'Angleterre...
6. Baltimore: The Witch of Harju (#1-3, 2014). Si la Première Guerre Mondiale est terminée, celle contre l'occulte continue. En 1920 cette fois, en Estonie.

À ces cycles il convient de rajouter cinq aventures indépendantes :
1. A passing stranger (mai 2011 / 14 planches). Nous sommes en octobre 1916 à Tülingart (Allemagne)
2. The play (novembre 2012 / 22 planches). L'action se déroule en Italie à Vérone, fin janvier 1917.
3. The widow & The Tank (février 2013). La première histoire fait 14 planches et se déroule en Angleterre dans le Lincolnshire en juin 1916. La seconde se passe en Aquitaine en juillet 1916 et fait 8 planches.
4. The Inquisitor (juin 2013 / 22 planches). L'action débute le 11 octobre 1917 à Sarajevo mais est également constituée de flashbacks.

Tous ces épisodes sont signés Mike Mignola et Christopher Golden au scénario tandis que Ben Stenbeck officie aux dessins, sauf le cycle 6 où Peter Bergting est l'illustrateur.

### Version française
Tous les albums font partie de la collection « Contrebande » des éditions Delcourt.
- 1 Quarantaine, octobre 2011
Scénario : Mike Mignola et Christopher Golden - Dessin : Ben Stenbeck - Couleurs : Dave Stewart
- 2 Le Glas des damnés, juillet 2012
Scénario : Mike Mignola et Christopher Golden - Dessin : Ben Stenbeck - Couleurs : Dave Stewart
- 3 Un Etranger de passage, octobre 2013
Scénario : Mike Mignola et Christopher Golden - Dessin : Ben Stenbeck - Couleurs : Dave Stewart
- 4 Ossuaire sacré, octobre 2015
Scénario : Mike Mignola et Christopher Golden - Dessin : Ben Stenbeck - Couleurs : Dave Stewart
- 5 L'Apôtre et la Sorcière, juillet 2016
Scénario : Mike Mignola et Christopher Golden - Dessin : Ben Stenbeck et Peter Bergting - Couleurs : Dave Stewart
- 6 Le Culte du roi rouge, novembre 2018
Scénario : Mike Mignola et Christopher Golden - Dessin : Peter Bergting - Couleurs : Dave Stewart
- 7 Les Cercueils vides, juin 2019
Scénario : Mike Mignola et Christopher Golden - Dessin : Peter Bergting - Couleurs : Michelle Madsen